# Rotunda (ferrovia)

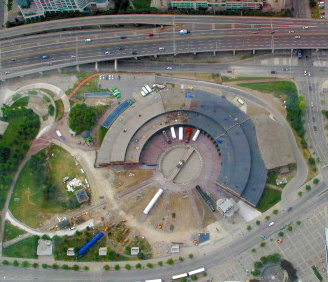
Uma rotunda e suas baias

A rotunda  é um estrutura ferroviária circular, utilizada para manutenção e armazenamento de veículos ferroviários, geralmente utilizado por locomotivas a vapor. Tradicionalmente as rotundas são construídas em torno de um girador ferroviário ou ficam próximas deste.